# Gladsaxesenderen
Gladsaxesenderen er en 220 meter høj tv-mast i Gladsaxe. Den består af en 202 meter høj gittermast på hvis top er placeret en 17 meter høj rørmast hvorpå der er monteret tv-antenner. Masten er placeret på Tinghøj i kote 49, således at toppen af senderen befinder sig 267 meter over havets overflade. Masteren var færdig i april 1955, og senderen blev sat i drift 14. maj 1955 som den første af fire danske tv-sendere, og den blev sat op, efter at Folketingets finansudvalg den 1. april 1954 gav sin tilslutning til, at der skulle opføres såkaldte fjernsynsstationer og FM-stationer i København (Gladsaxe), Fyn (Sønder Højrup), Aarhus (Søsterhøj) og i Sønderjylland (Rangstrup-senderen).
Søsterhøjsenderen ved Aarhus blev den næste, og den åbnede præcis et år senere end Gladsaxesenderen.